# Mitchell County, Iowa
Mitchell County är ett administrativt område i delstaten Iowa, USA, med 10 776 invånare. Den administrativa huvudorten (county seat) är Osage.

## Geografi
Enligt United States Census Bureau så har countyt en total area på 1 216 km². 1 214 km² av den arean är land och 1 km² är vatten.  

### Angränsande countyn
- Mower County, Minnesota - norr
- Howard County - öst
- Floyd County - söder
- Cerro Gordo County - sydväst
- Worth County - väst